# Шаарей-Тиква
Шаарей-Тиква — крупное израильское поселение в Самарии. Расположено в зоне C, в 1 км к востоку от Зелёной Черты, в 23 км от Тель-Авива и в 41 км от Иерусалима. Численность населения — около 6000 человек (2017). Проживают как религиозные, так и нерелигиозные евреи. В поселении имеется несколько образовательных учреждений.

## История
Основано в 1983 году правительственным решением.

## Население
По данным Центрального статистического бюро Израиля, население на начало 2020 года составляло 6 039 человек.